# Keys Point
Der Keys Point ist eine Landspitze im Nordwesten der antarktischen Ross-Insel. Am McDonald Beach ragt sie 1,5 km nordwestlich des Inclusion Hill ins Rossmeer.
Das Advisory Committee on Antarctic Names benannte sie 2000 auf Vorschlag des neuseeländischen Geochemiker Philip Raymond vom Kyle New Mexico Institute of Mining and Technology in Socorro, New Mexico. Namensgeber ist der ebenfalls neuseeländische Geochemiker John R. Keys, der in den 1970er und 1980er Jahren im Rahmen des New Zealand Antarctic Research Programme und des United States Antarctic Research Program an Untersuchungen zur Herkunft von Mineralsalzen im Gebiet des McMurdo-Sunds und vom Mount Erebus beteiligt war und Anzahl, Form und Größe von Eisbergen in dieser Region bestimmt hatte.